# Satulung, Maramureș
Satulung, mai demult Hosufalău, (în maghiară Kővárhosszúfalu, în germană Langendorf) este satul de reședință al comunei cu același nume din județul Maramureș, Transilvania, România.

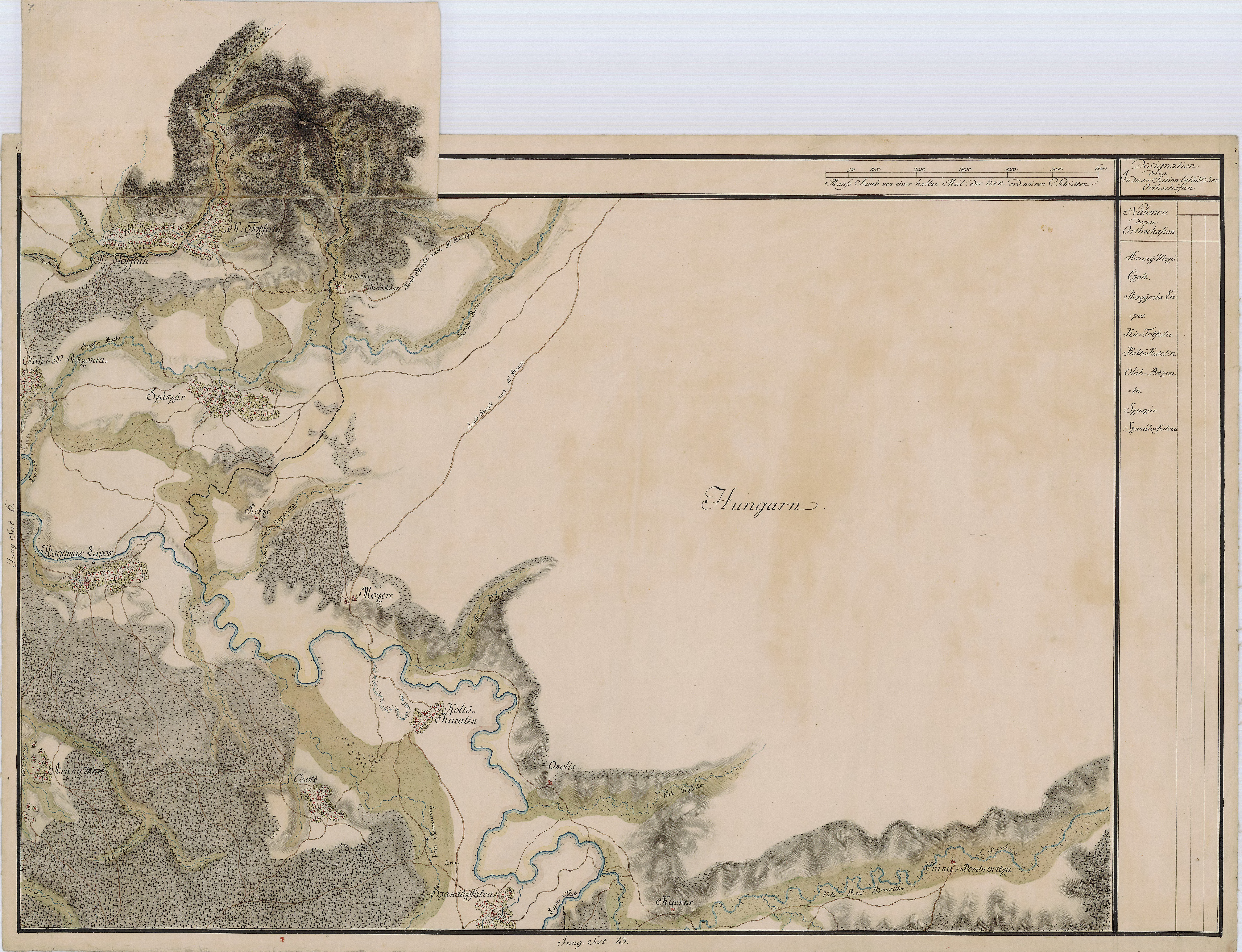
Satulung în Harta Iosefină a Transilvaniei

## Istoric
Prima atestare documentară are loc în anul 1566, sub numele Hosszufalu.

## Etimologie
Etimologia numelui localității: din Satu (< subt. sat „așezare rurală” < lat. fossatum) + lung (< adj. lung „care are o lungime mare” < lat. longus) > Satulung (prin aglutinare).

## Localizare
Localitatea se află la 17 km sud-vest de municipiul Baia-Mare, pe drumul drumul european E58, și la 14 km de râul Someș.

## Atracții turistice
- Castelul Teleki din Satulung, construcție din 1740-1780, monument istoric
- Rezervația naturală „Pădurea Bavna” (26 ha)

## Personalități
- Blanka Teleki (1806-1862), activistă pentru emanciparea femeilor
- Ioan Groșan (n. 1954), prozator român.